# HC CSKAモスクワ
CSKAモスクワ（ロシア語: Профессиональный Хоккейный клуб ЦСКА Москва, 英語: Hockey Club Central Sports Club of Army Moscow）は、ロシア・モスクワを本拠地とするアイスホッケークラブチーム。
クラブ名のCSKAはチェスカと読み、陸軍中央スポーツクラブの頭文字をとったもの。ロシア国内有数の実績を残す強豪クラブである。CSKAモスクワはアイスホッケー以外にもサッカー、バスケットボール部門が世界的に有名である。
1946年設立。ロシアでは強豪アイスホッケークラブであり、現在はKHLのウェスタン・カンファレンスに所属。

## 沿革
クラブは第2次世界大戦後の1946年に創設された。当時はCDKA(ツェー・デー・カー、赤軍中央会館）と呼ばれた。後にソ連代表の監督となるアナトリー・タラソフやフセヴォロド・ボブロフも当時は若手の選手として活躍していた。
1951年にクラブはCDSA(ツェー・デー・サー、ソヴィエト軍中央会館）と改名し、1954年にはさらにCSK MO(国防省中央スポーツクラブ）と改名。1959年にCSKAと名前を変え、以降現在に至る。

## クラブの特徴
ソ連時代にCSKAの選手はソ連軍に所属しており、厳密にはプロ選手ではなかった。ソ連では建前上「プロスポーツは存在しない」ことになっており、実質プロ選手であっても軍や警察、国営企業に所属していた。そのおかげで五輪のプロアマ規定が厳しかった時代に、NHLに所属するカナダのアイスホッケー選手は冬季オリンピックに出場することができなかったが、ソ連のアイスホッケー選手はオリンピックに出場することができた。
現在はソ連時代とは異なりCSKAの選手は名実共にプロであるが、かつての名残で選手は今も「アルメイツィ(軍人)」の愛称で呼ばれている。ホームゲームでは軍楽隊が呼ばれることも多い。CSKAのファームクラブであるマイナーリーグのチームはズヴェズダ(ロシア語で「星」の意、ソ連軍・ロシア軍のシンボル）、ジュニアホッケーリーグ(JHL)のクラブはクラスナヤ・アルミヤ(ロシア語で「赤軍」の意)という名称を持つ。 
　
```
クラブのシンボルは赤い星であり、これはソ連軍のシンボルである。KHLにはもうひとつ軍母体のクラブ、
SKAサンクトペテルブルク
が存在し、両者の対決は「アーミー・ダービー」と呼ばれている。
[
5
]
```

## タイトル

### 国内タイトル
- 旧ソ連リーグ: 32回

1948, 1949, 1950, 1955, 1956, 1958, 1959, 1960, 1961, 1963, 1964, 1965, 1966, 1968, 1970, 1971, 1972, 1973, 1975, 1977, 1978, 1979, 1980, 1981, 1982, 1983, 1984, 1985, 1986, 1987,1988, 1989
- 旧ソ連カップ: 12回

1954, 1955, 1956, 1961, 1966, 1967, 1968, 1969, 1973, 1977, 1979, 1988

### KHL
- ガガーリン・カップ：2回

2019, 2022

### 国際タイトル
- 欧州チャンピオンズカップ: 20回

1969, 1970, 1971, 1972, 1973, 1974, 1976, 1978, 1979, 1980, 1981, 1982, 1983, 1984, 1985, 1986, 1987, 1988, 1989, 1990

## KHLの実績
Note: GP = 試合数, W = 勝利, L = 敗戦,  OTL = オーバータイムまたはシュートアウトによる敗戦, Pts = ポイント, GF = 得点, GA = 失点
| シーズン | GP | W  | L  | OTL | Pts | GF  | GA  | 定期試合結果 | トップスコアラー                                         | プレーオフ |
| 2008–09  | 56 | 27 | 11 | 4   | 106 | 176 | 141 | タラソフ1位  | セルゲイ・シロコフ (40Pts: 17G, 23A; 52GP)               | 準々決勝敗退 0-3 (HCディナモ・モスクワ)                                                                            |
| 2009–10  | 56 | 22 | 21 | 1   | 87  | 148 | 135 | ボブロフ4位  | デニス・パルシン (43Pts: 21 G, 22 A; 56 GP)              | コンファレンス準々決勝敗退 0-3 (HC MVD)                                                                            |
| 2010–11  | 54 | 13 | 28 | 2   | 59  | 136 | 169 | ボブロフ5位  | ヤン・マレク (38Pts: 14 G, 24 A; 46 GP)                  | 出場せず |
| 2011–12  | 54 | 19 | 25 | 0   | 70  | 119 | 129 | ボブロフ4位  | セルゲイ・シロコフ (47Pts: 18 G, 29 A; 53 GP)            | コンファレンス準々決勝敗退 1-4 (SKAサンクトペテルブルク)                                                           |
| 2012–13  | 52 | 23 | 15 | 0   | 96  | 151 | 109 | タラソフ1位  | アレクサンドル・ラドゥーロフ (68Pts: 22 G, 46 A; 48 GP)  | コンファレンス準決勝敗退, 1－4 (HCディナモ・モスクワ)                                                              |
| 2013–14  | 54 | 25 | 21 | 1   | 91  | 130 | 118 | ボブロフ5位  | ニコライ・プロホルキン (37Pts: 19 G, 18 A; 52 GP)        | コンファレンス準々決勝敗退、 0-4 (SKAサンクトペテルブルク)                                                         |
| 2014–15  | 60 | 49 | 9  | 2   | 139 | 207 | 98  | タラソフ1位  | アレクサンドル・ラドゥーロフ (71 Pts: 24 G, 47 A; 46 GP) | コンファレンス決勝進出, 3-4 (SKAサンクトペテルブルク)                                                              |
| 2015–16  | 60 | 43 | 14 | 3   | 127 | 163 | 87  | タラソフ1位  | アレクサンドル・ラドゥーロフ (65 Pts: 23 G, 42 A; 53 GP) | ガガーリン・カップ決勝進出, 3-4 (メタルルグ・マグニトゴルスク)                                                     |
| 2016-17  | 60 | 44 | 8  | 8   | 137 | 183 | 110 | タラソフ1位  | キリル・ペトロフ (37Pts: 20G, 17A; 53GP)                 | コンファレンス準決勝進出, 2-4 (ロコモティフ・ヤロスラヴリ)                                                         |
| 2017-18  | 56 | 35 | 11 | 1   | 124 | 175 | 89  | タラソフ1位  | マクシム・シャルノフ (40 Pts: 20G, 20 A; 46GP)           | ガガーリン・カップ決勝進出, １-4 (アク・バルス・カザン)                                                            |
| 2018-19  | 62 | 43 | 9  | 0   | 106 | 191 | 75  | タラソフ1位  | ミハイル・グリゴレンコ (52Pts: 17G, 35A; 55GP)           | ガガーリン・カップ優勝, 4-0 (アヴァンギャルド・オムスク)                                                           |
| 2019-20  | 62 | 40 | 13 | 3   | 94  | 202 | 99  | タラソフ1位  | キリル・カプリゾフ (62Pts: 33G, 29A; 57GP)               | コンファレンス準決勝進出（HCディナモ・モスクワ（*コロナウィルスのためコンファレンス準決勝以降の試合はすべて中止）) |